# Kloster Kičevo

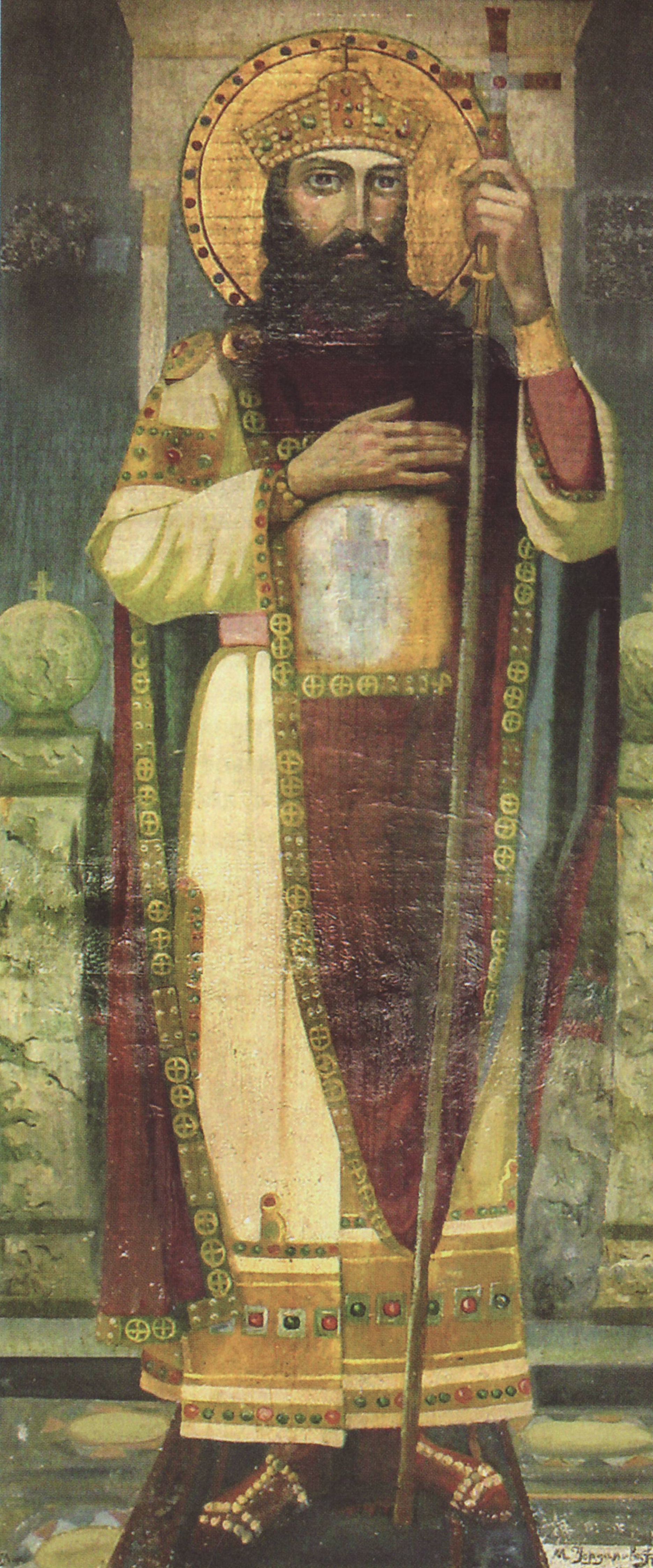
Ikone des bulgarischen Zaren Boris I. im Kloster, der Name wurde wegretuschiert

Das Kloster Kičevo  (kyrillisch Кичевски манастир) ist der „Heiligen jungfräulichen Gottesgebärerin“, der Heiligen Jungfrau Maria (bulgarisch/mazedonisch: Света Богородица Пречиста / Sweta Bogorodiza) geweiht. Es befindet sich auf dem Berg Tzotzan (920 m Höhe über Meeresspiegel) in zehn Kilometer Entfernung von der Stadt Kičevo in der Republik Nordmazedonien.

## Geschichte

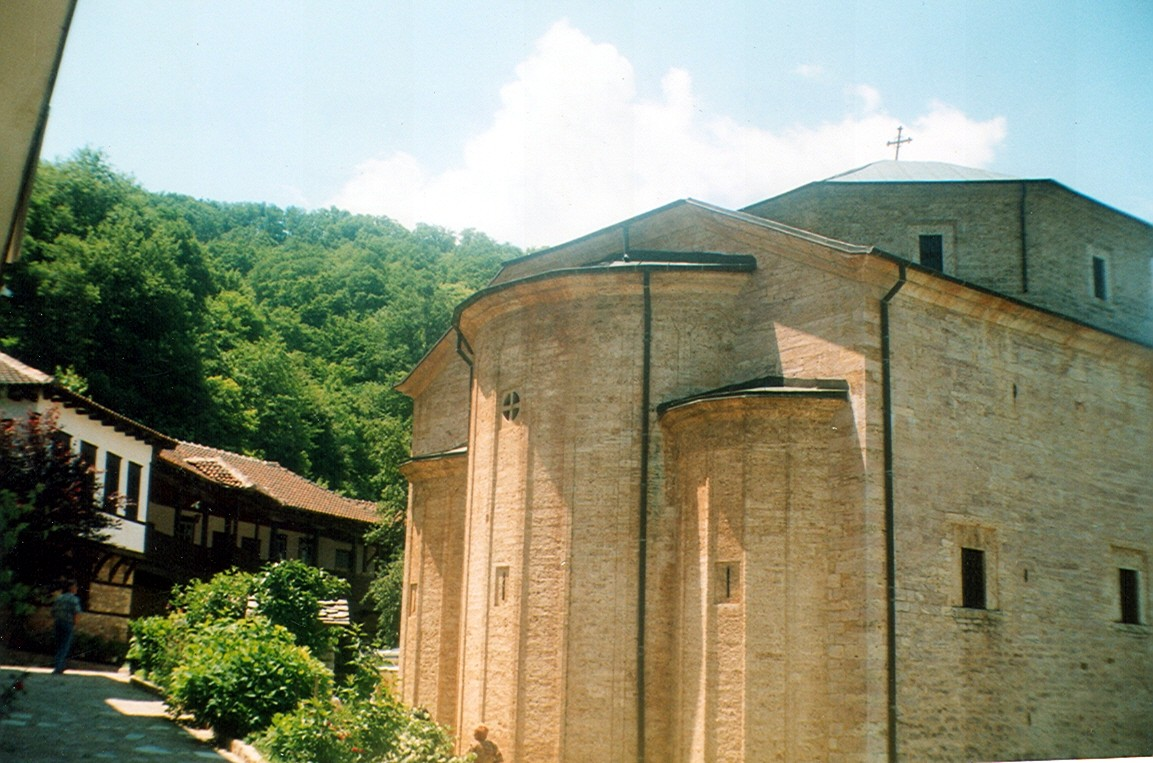
Kloster „Heilige jungfräuliche Bogorodica“

Das Kloster wurde vor der Mitte des 16. Jahrhunderts begründet. In den 1570er Jahren wurde auf dem Gelände der heutigen Kirche eine Steinkirche errichtet. Im Jahre 1843 wurde das Kloster von Albanern aus Debar in Brand gesetzt, wobei die Kirche stehen blieb. Die Kirche wurde auf Geheiß von Hegumen Hadschi Teodosius abgerissen, um eine neue Kirche und weitere Klosteranlagen zu bauen. Ihm zufolge wurden viele der altbulgarischen Bücher, die sich in der Klosteranlage befanden, auf Befehl des Metropoliten Meletij von Debar 1848 verbrannt. Die Ikonen in der heutigen Kirche entstanden zwischen 1848 und 1880, einen großen Teil davon schuf der Maler Ditscho Zograf.
Im Jahre 1873 wurde „Kozma von Debar“, ein Neffe des vorherigen Hegumen Hadzhi Teodosius und zukünftigen Metropoliten von Debar, zum Hegumen des Klosters gewählt. Im darauf folgenden Jahr wurde er allerdings auf den Athos berufen und Metropolit Antim von Debar plünderte das Kloster und vernichtete dabei dessen Archiv. 
Im Jahre 1881 wurde das Kloster in die Jurisdiktion des Bulgarischen Exarchats überführt. Im 19. Jahrhundert betrieb das Kloster eine  Klosterschule zur Ausbildung von Priestern. Einer der Schüler war der Aufklärer und Schriftsteller der Bulgarischen Wiedergeburt, Kiril Pejtschinowitsch. In der Zeit von 1884 bis 1911 war Sofronij von Pretschista Hegumen des Klosters. Im Jahre 1888 wurde eine neue modernere Schule im Kloster gebaut, die durch das Bulgarische Exarchat finanziert wurde. Auf diese Weise konnten die bulgarischen Schulen in Kičevo gepflegt werden.